# Награди „Оскар“ (71-ва церемония)
Седемдесет и първата церемония по връчване на филмовите награди „Оскар“ се провежда на 21 март 1999 година. На нея се връчват призове за най-добри постижения във филмовото изкуство за предходната 1998 година. За последен път, събитието се провежда в Дороти Чандлър Павилион, един от дългогодишните домакини на церемонията. За трети път през последното десетилетие, представлението се води от актрисата Упи Голдбърг.
Бароковата романтична трагикомедия „Влюбеният Шекспир”, на режисьора Джон Мадън, доминира през тази вечер с цели 13 номинации за награда в различните категории, печелейки 7 от тях.
Сред останалите основни заглавия са военната сага „Спасяването на редник Райън“ на Стивън Спилбърг, италианската комедийна драма „Животът е прекрасен“ на Роберто Бенини, историческата драма „Елизабет“ на Шекхар Капур и военният епос „Тънка червена линия“ на Терънс Малик.
Впечатление прави, че три от главните произведения на тази церемония са филми за Втората световна война.

## Филми с множество номинации и награди
| Долуизброените филми получават повече от 2 номинации в различните категории за настоящата церемония: - 13 номинации: Влюбеният Шекспир - 11 номинации: Спасяването на редник Райън - 7 номинации: Елизабет, Животът е прекрасен, Тънка червена линия - 4 номинации: Армагедон - 3 номинации: Богове и чудовища, Плезънтвил, Шоуто на Труман | Долуизброените филми получават повече от 1 награда „Оскар“ на настоящата церемония: - 7 статуетки: Влюбеният Шекспир - 5 статуетки: Спасяването на редник Райън - 3 статуетки: Животът е прекрасен |

## Номинации и награди
Долната таблица показва номинациите за наградите в основните категории. Победителите са изписани на първо място с удебелен шрифт.
| Най-добър филм | Най-добър режисьор |
| --- | --- |
| - Влюбеният Шекспир - Елизабет - Животът е прекрасен - Спасяването на редник Райън - Тънка червена линия | - Стивън Спилбърг – Спасяването на редник Райън - Роберто Бенини – Животът е прекрасен - Джон Мадън – Влюбеният Шекспир - Терънс Малик – Тънка червена линия - Питър Уиър – Шоуто на Труман |
| Най-добра мъжка роля | Най-добра женска роля |
| - Роберто Бенини – Животът е прекрасен - Том Ханкс – Спасяването на редник Райън - Иън Маккелън – Богове и чудовища - Ник Нолти – Страдание - Едуард Нортън – Американска история X                                           | - Гуинет Полтроу – Влюбеният Шекспир - Кейт Бланшет – Елизабет - Фернанда Монтенегро – Централна гара - Мерил Стрийп – Нещо истинско - Емили Уотсън – Хилъри и Джаки                        |
| Най-добра поддържаща мъжка роля | Най-добра поддържаща женска роля |
| - Джеймс Кобърн – Страдание - Робърт Дювал – Гражданско дело - Ед Харис – Шоуто на Труман - Джефри Ръш – Влюбеният Шекспир - Били Боб Торнтън – План без грешка                                                               | - Джуди Денч – Влюбеният Шекспир - Кати Бейтс – Първични цветове - Бренда Блетин – Little Voice - Ракел Грифитс – Хилъри и Джаки - Лин Редгрейв – Богове и чудовища                         |
| Най-добър оригинален сценарий | Най-добър адаптиран сценарий |
| - Влюбеният Шекспир – Марк Норман и Том Стопард - Булърт – Уорън Бийти и Джереми Пиксер - Животът е прекрасен – Vincenzo Cerami и Роберто Бенини - Спасяването на редник Райън – Робърт Родат - Шоуто на Труман – Андрю Никъл | - Богове и чудовища – Бил Кондън - Извън контрол – Скот Франк - Първични цветове – Илейн Мей - План без грешка – Скот Смит - Тънка червена линия – Терънс Малик                             |
| Най-добра кинематография (операторско майсторство) | Най-добър чуждоезичен филм |
| - Спасяването на редник Райън – Януш Камински - Гражданско дело – Конрад Хол - Елизабет – Remi Adefarasin - Влюбеният Шекспир – Ричард Грейтрекс - Тънка червена линия – Джон Тол                                             | - Животът е прекрасен (Италия) - Централна гара (Бразилия) - Деца на рая (Иран) - Дядото (Испания) - Танго (Аржентина)                                                                      |

## Галерия
| Стивън Спилбърг „Оскар“ за режисура | Роберто Бенини „Оскар“ за главна мъжка роля | Гуинет Полтроу „Оскар“ за главна женска роля | Джеймс Кобърн „Оскар“ за поддържаща мъжка роля | Джуди Денч „Оскар“ за поддържаща женска роля |
| ----------------------------------- | ------------------------------------------- | -------------------------------------------- | ---------------------------------------------- | -------------------------------------------- |
|                                     |                                             |                                              |                                                |                                              |